# Rossella Drudi
Rossella Drudi, nota anche con lo pseudonimo di Sarah Asproon (Roma, 19 ottobre 1963 – Roma, 19 febbraio 2025), è stata una sceneggiatrice e scrittrice italiana.
Divenne nota per aver scritto le sceneggiature di Teste rasate, Palermo Milano - Solo andata, La banda e Milano Palermo - Il ritorno. Lavorò spesso in sodalizio con il marito Claudio Fragasso.

## Biografia
A soli dodici anni con lo pseudonimo di Ghibli scrive fumetti horror fingendosi maschio e adulto con la complicità di un suo amico maggiorenne.
A sedici anni, dopo la scuola, fa apprendistato al montaggio da Otello Colangeli. Successivamente inizia a lavorare come dialoghista adattatrice di molte fiction e film americani in post-produzione, seguendo anche il doppiaggio, Svolge in seguito il lavoro di segretaria di edizione e aiuto regista su vari set. Esordisce come sceneggiatrice con la società di Eduard Sarlui negli uffici romani di via Panama. Dapprima come editor, poi come sceneggiatrice scrivendo per giovani registi americani, successivamente lavora per la Filmirage, "factory" di Aristide Massaccesi (in arte Joe D'Amato), la Flora Film di Franco Gaudenzi e la Production Groupe e Filmexport Groupe di Roberto di Girolamo, scrivendo soggetti e sceneggiature per registi italiani e stranieri, tra cui: Lucio Fulci, Bruno Mattei, Deran Sarafian e lo stesso Aristide Massaccesi. Queste sceneggiature non hanno la sua firma. Nel 1986 firma la prima sceneggiatura con lo pseudonimo di Sarah Asproon, nome del personaggio da lei inventato in Eleven Days, Eleven Nights (11 giorni, 11 notti). La sceneggiatura del film horror After Death (Oltre la morte) sarà la prima firmata con il suo nome di battesimo.
Nel 1977 produsse il film in Super 8 Passaggi, per la regia di Claudio Fragasso. A fine anni ottanta partecipa a un laboratorio di scrittura seriale a cura di Ennio De Concini a casa dello stesso ed anche ad un laboratorio di scrittura cinematografica a cura di Sofia Scandurra nella scuola di cinema di Leon Viola. Ha inoltre collaborato con Massimo De Rita e Simone De Rita.

### Troll 2
Nel 1990 esce Troll 2, film horror-demenziale da lei sceneggiato, all'epoca considerato da critica e spettatori uno dei peggiori film mai realizzati. Presentato come il seguito di Troll (1986, regia di John Carl Buechler) è in realtà basato su una sceneggiatura originale. Da questo nasce l'equivoco creato dalla MGM, titolare dei diritti di distribuzione di tutti e due i film.

### Cinema di denuncia
Dopo la lunga gavetta per il mercato estero dove ha spaziato tra i generi, torna al cinema di denuncia sociale con il quale aveva iniziato Passaggi, film sul movimento studentesco del 1977, con il film Teste rasate (1993), che immagina una svolta dell'estrema destra in Italia. Il film vince il premio della giuria giovane e del pubblico al festival del cinema italiano di Villerupt. Nel 1995 scrive il soggetto e la sceneggiatura Palermo Milano - Solo andata, sempre diretto da Fragasso, che viene selezionato alla 52ª Mostra internazionale d'arte cinematografica di Venezia, nella sezione Panorama Italiano, con successo di pubblico e critica. Ai David di Donatello ne riceverà due: produzione, fonico di presa diretta. Vince il Palmarès come miglior film, al festival internazionale del cinema d'azione e di avventura di Valenciennes nel 1995. Pino Donaggio, autore della colonna sonora, vince il Globo d'oro come miglior compositore sempre per Palermo Milano - Solo andata.
Con Concorso di colpa (2005) vince il premio UNAC come miglior sceneggiatura dell'anno. Milano Palermo - Il ritorno (2007), seguito di Palermo Milano - Solo andata, vince come miglior film al Festival di Napoli Cultural Classic e al festival dello Stretto Di Messina. Per questo film Pino Donaggio vince il David di Donatello per la miglior canzone.
Ne La grande rabbia (2016) si mescolano fiction con riprese e interviste reali nei luoghi raccontati e presentati da uno speaker radiofonico, Stefano Molinari.

### Narrativa
Nel 2007 pubblica il romanzo thriller Prendimi e uccidimi, edito da Graus, ambientato durante i Giochi olimpici invernali di Torino 2006.
Nel 2012 vince il premio Internazionale "città di Ostia", premio "Ostia nel Mondo" dell'Associazione Culturale "Anco Marzio".

## Filmografia

### Sceneggiatrice

#### Cinema
- Il medium, regia di Silvio Amadio (1980)
- Virus, regia di Bruno Mattei (1980)
- Rats - Notte di terrore, regia di Bruno Mattei (1984)
- Strike Commando, regia di Bruno Mattei (1987)
- Eleven Days, Eleven Nights (11 giorni, 11 notti) (Eleven Days, Eleven Nights), regia di Joe D'Amato (1987)
- Double Target - Doppio bersaglio (Double Target), regia di Bruno Mattei (1987)
- Interzone, regia di Deran Sarafian (1987)
- Top Model, regia di Joe D'Amato (1988)
- Zombi 3, regia di Lucio Fulci (1988)
- Trappola diabolica, regia di Bruno Mattei e Claudio Fragasso (1988)
- Cop Game - Giochi di poliziotto (Cop Game), regia di Bruno Mattei (1988)
- Killing Birds, regia di Fabrizio De Angelis (1988)
- Robowar - Robot da guerra, regia di Bruno Mattei (1989)
- After Death (Oltre la morte), regia di Claudio Fragasso (1989)
- Nato per combattere, regia di Bruno Mattei (1989)
- Desideri, regia di Bruno Mattei (1989)
- Terminator 2, regia di Bruno Mattei (1989)
- La casa 5, regia di Claudio Fragasso (1990)
- Non aprite quella porta 3, regia di Claudio Fragasso (1990)
- Troll 2, regia di Claudio Fragasso (1990)
- Eleven Days, Eleven Nights 2, regia di Joe D'Amato (1990)
- Contamination .7, regia di Fabrizio Laurenti e Joe D'Amato (1990)
- Storie di Ordinaria sopravvivenza, regia di Giovanni Leacche (1992)
- Teste rasate, regia di Claudio Fragasso (1993)
- Palermo Milano - Solo andata, regia di Claudio Fragasso (1995)
- Esercizi di stile, regia collettiva (1996)
- Coppia omicida, regia di Claudio Fragasso (1998)
- Concorso di colpa, regia di Claudio Fragasso (2004)
- Milano Palermo - Il ritorno, regia di Claudio Fragasso (2007)
- Le ultime 56 ore, regia di Claudio Fragasso (2010)
- La grande rabbia, regia di Claudio Fragasso (2016)
- Italian Horror Stories (supervisore) , registi vari (2021)
- Karate Man , regia di Claudio Fragasso (2019)

#### Televisione
- Appuntamento a Trieste, coautrice con Claudio Fragasso, Silvio Maestranzi, Lucio Battistrada, regia di Bruno Mattei – miniserie TV (1987)
- Operazione Odissea – miniserie TV (1999)
- La banda, regia di Claudio Fragasso – film TV (2001)
- Blindati – miniserie TV (2003)

### Sceneggiatrice e regista
- Nemici per la pelle (2006)

## Opere letterarie
- Prendimi e uccidimi, Napoli, Graus editore, 2007, ISBN 88-8346-191-6.

## Riconoscimenti
- Il XIII Premio Internazionale della Fotografia Cinematografica Gianni Di Venanzo 2008, per essersi distinta nell'impegno sociale e civile attraverso le sue storie, tra cui: Teste Rasate, Concorso di colpa, Palermo Milano – Solo andata, La banda fino al Milano Palermo – Il ritorno.
- Napoli Cultural Classic per Milano Palermo – Il ritorno e come miglior opera prima per il romanzo Prendimi e uccidimi.
- Il XVI Premio Internazionale della Fotografia Cinematografica Gianni Di Venanzo 2011, a Rossella Drudi e Claudio Fragasso: "Binomio vincente nella realizzazione di straordinarie opere filmiche".